# 宋林 (華潤集團)
宋林（1963年2月3日—），山東乳山曲水村（今属威海市）人，出生于山东省济南市，曾为中共黨員、驻港中资央企高管、企业家、全国政协委员。他是前香港中國企業協會會長，前華潤集團、華潤信託、漢威資本董事長等職位。香港中國企業協會在特首選舉委員會，坐擁16票。2014年4月17日因涉嫌严重违纪违法被调查，2015年9月11日被开除党籍。2017年6月1日一审获刑14年。2018年5月18日被撤销太平紳士委任。

## 简历
宋林于1963年出生于济南，当时他的父母都在山东师范大学教书，1970年宋林被送回老家曲水农村读书。大学时期，他获得同济大学工程力学学士學位。
宋林在1985年加入華潤集團若干旗下企業公司管理層部份，其主要工作職位经理、高级经理、助理总经理、副总经理、董事、企发部总经理，包括華潤創業有限公司、万科企业股份有限公司、華潤微電子（已私有化）、華潤石化（已結業後出售給中國石化）、华润励致（華潤燃氣前身）、華潤電力控股有限公司等旗下企業。也是東亞銀行（中國），以及吉利汽車獨立非常務董事。
在2002年收購萬佳百貨（現并入華潤萬家）時，同時被委任董事長一職。
2004年宋林升任华润集团总经理；2008年升任华润集团董事长。他在《财富》2012中国最具影响力的50位商界领袖排行榜中排名第20位。

## 落马
2013年7月17日和2014年4月15日，新华社《经济参考报》首席记者王文志以个人身份，两次向中纪委实名举报宋林在华润收购山西金业资产过程中存在严重的渎职行为，造成巨额国有资产流失，还举报宋林包养情妇并涉嫌贪腐。宋林对此予以否认，认为举报内容纯属捏造和恶意中伤。中央纪委、监察部网站于2014年4月17日宣布宋林涉嫌严重违纪违法。4月19日宋林涉嫌严重违纪违法被免职。宋林被免職后，招商局集团董事长傅育宁接任华润集团董事长一职。
宋林案曝光后，幕后支持他的曾庆红势力受到重创；此外华润系企业股价遭受全面暴跌。据传宋林的案件涉及贺国强的家人、长子贺锦涛。
另外，有媒体预测中纪委已经将宋林案列为继周永康案之后的第三号大案。另据香港《苹果日报》消息，宋林被爆出豪饮豪食行为。宋林在职期间，常在香港湾仔的华润总部宴会厅宴请政商权贵，豪吃22头极品干鲍鱼、苏眉、冬虫草炖汤等名贵菜，更豪饮每支约8万至12万港元的法国勃艮第顶级红酒，估计每餐最少花费60万元港元。而此宴会厅亦被指是领导设宴的场所，有指费用由华润支付。其净系食物成本价每人最少1,000至2,000港元。
2014年5月20日，中国人民政治协商会议第十二届全国委员会第十五次主席会议宣布，宋林不再担任第十二届全国政协委员。2015年9月11日，中央纪委监察部网站宣布宋林被开除党籍。
2017年2月27日，广州中院开庭审理了宋林贪污、受贿一案，认定他贪污受贿3300多万元。6月1日，广州中院一审宣判，宋林犯贪污罪，判处有期徒刑十年六个月，并处罚金人民币一百五十万元；犯受贿罪，判处有期徒刑十二年，并处罚金人民币二百五十万元。决定执行有期徒刑十四年，并处罚金人民币四百万元；贪污所得财物返还华润（集团）有限公司；受贿所得财物予以没收，上缴国库。

### 后续
宋林被抓后，华润集团的原审计总监黄道国、原协同办主任张春、原副董事长王帅廷（后任港中旅副董事长、总经理、党委副书记）、华润金融CEO吴丁、华润置地董事会副主席王宏琨、华润电力总裁王玉军均因严重违纪违法被调查。

## 家庭
- 宋林的祖父解放前在地主家做长工，积极参与革命，打土豪分田地，后在村大队担任干部。祖父膝下四子，二子早年夭折，剩下长子宋吉清（大学学历）、三子宋吉彬（喜欢务农，和父亲一起供养两兄弟读书）、四子宋吉波（中学学历）。[15]
- 父亲宋吉清，1929年出生，14岁闹革命当了儿童团团长，17岁受父母之命，和年长4岁的同村姑娘结婚，18岁参军，参加第二次国共内战，在莱阳解放中曾上前线作战。解放后，20岁的宋吉清回家念书，在烟台牟平念中学，受到新思想影响，与原配妻子离婚。后来考上山东文登师范，毕业后留校任教三年，与自己的学生林氏（宋母）结婚，后调任济南教书。他于2002年因病在济南去世。宋家族人说，宋吉清一直希望宋林能进入仕途，当个大官。[15]

宋林目前已婚，他的妻子带着孩子远走美国，和宋一直处于分居状态。他最后一次回曲水村是2013年清明节的前一天，宋林回去在村西头宋家的墓地上祭拜过世的父亲。另外有媒体报道宋林发迹源于有深厚的家庭背景，宋吉彬否认，曲水村多位村民表示宋家祖上三代都是普通人，没有任何背景。

## 其他职务和头衔
- 2013年：經濟發展委員會成員
- 2013年：廉政公署道德發展中心諮詢委員會主席

## 外部連結
- 宋林：“沒有華潤 就不會有我” 金融界（页面存档备份，存于）